# Boeing X-46
El Boeing X-46 fue un vehículo aéreo de combate no tripulado  (UCAV) que iba a ser desarrollado en conjunción por la Armada de los Estados Unidos y la DARPA, como una variante embarcada del UCAV Boeing X-45 que estaba siendo desarrollado para la Fuerza Aérea de los Estados Unidos. Se concedieron dos contratos por demostradores de tecnología en junio de 2000, a Boeing por su X-46A y a Northrop Grumman por el X-47A.

## Desarrollo
Sin embargo, en abril de 2003, los esfuerzos de la Armada y de la Fuerza Aérea fueron formalmente combinados bajo el programa conjunto J-UCAV de DARPA/Fuerza Aérea/Armada, más tarde llamado J-UCAS (Sistemas Aéreos de Combate No Tripulados Conjuntos (Joint Unmanned Combat Air Systems)), y el programa X-46 fue finalizado por resultar redundante.
En el verano de 2006 comenzó un programa demostrador N-UCAS exclusivo de la Armada estadounidense. Boeing usaría material desarrollado para los X-45 y X-46 para proponer el X-45N como demostrador UCAV naval.

## Operadores
Estados Unidos
- Armada de los Estados Unidos (previsto)

### Desarrollos relacionados
- Boeing X-45

### Secuencias de designación
- Secuencia X-_ (Aviones eXperimentales estadounidenses, 1948-presente): ← X-44 MANTA - X-44 (UAV) - X-45 - X-46 - X-47A/B/C - X-48 - X-49 →

### Listas relacionadas
- Anexo:Aeronaves de la Fuerza Aérea de los Estados Unidos (históricas y actuales)